# Copa Báltica de Futebol de 2008
A Copa Báltica de Futebol de 2008 foi um torneio de futebol disputado entre 30 de maio e 1 de junho, na Letônia.

## Formato
A competição reuniu as seleções dos países bálticos: Estônia, Letônia e Lituânia. O torneio foi disputado em formato de todas as equipes se enfrentam em um turno único, e a equipe que terminar em primeiro lugar será a campeã.

## Resultados
| Pos | Equipe   | J | V | E | D | GP | GC | S  | Pts |
| --- | -------- | - | - | - | - | -- | -- | -- | --- |
| 1   | Letónia  | 2 | 2 | 0 | 0 | 3  | 1  | +2 | 6   |
| 2   | Lituânia | 2 | 1 | 0 | 1 | 2  | 2  | 0  | 3   |
| 3   | Estónia  | 2 | 0 | 0 | 2 | 0  | 2  | –2 | 0   |

### Partidas
| 30 de maio de 2008 | Letónia                 | 1 – 0 | Estónia | Skonto stadions, Riga                |
|                    | Juris Laizāns 48' (pen) | [ 1 ] |         | Público: 4 500 Árbitro: Audrius Zuta |

| 31 de maio de 2008 | Estónia | 0 – 1 | Lituânia                  | Slokas Stadium, Jūrmala               |
|                    |         | [ 2 ] | 89' Valerijus Mižigurskis | Público: 1 300 Árbitro: Romāns Lajuks |

| 1 de junho de 2008 | Letónia                                       | 2 – 1 | Lituânia              | Skonto stadions, Riga               |
|                    | Kaspars Gorkšs 56' · Vidas Alunderis 77' (gc) | [ 3 ] | 81' Ričardas Beniušis | Público: 3 300 Árbitro: Sten Kaldma |

## Premiação
| Copa Báltica de Futebol de 2008 |
| Letónia                         |
| ------------------------------- |
| LETÔNIA Campeã (10º título)     |